# Black Hawk (Colorado)
Black Hawk es una ciudad ubicada en el condado de Gilpin en el estado estadounidense de Colorado. En el Censo de 2010 tenía una población de 118 habitantes y una densidad poblacional de 23,42 personas por km².

## Geografía
Black Hawk se encuentra ubicada en las coordenadas 39°48′4″N 105°29′21″O / 39.80111, -105.48917. Según la Oficina del Censo de los Estados Unidos, Black Hawk tiene una superficie total de 5.04 km², de la cual 5.04 km² corresponden a tierra firme y (0%) 0 km² es agua.

## Demografía
Según el censo de 2010, había 118 personas residiendo en Black Hawk. La densidad de población era de 23,42 hab./km². De los 118 habitantes, Black Hawk estaba compuesto por el 91.53% blancos, el 0% eran afroamericanos, el 3.39% eran amerindios, el 0% eran asiáticos, el 0% eran isleños del Pacífico, el 5.08% eran de otras razas y el 0% pertenecían a dos o más razas. Del total de la población el 9.32% eran hispanos o latinos de cualquier raza.